# Karlheinz Töchterle
Karlheinz Töchterle (ur. 13 maja 1949 w Brixlegg) – austriacki filolog klasyczny, nauczyciel akademicki i polityk, w latach 2007–2011 rektor Universität Innsbruck, następnie do 2013 minister nauki i badań naukowych.

## Życiorys
Studiował filologię klasyczną i germanistykę na Universität Innsbruck. Kształcił się także na uniwersytetach w Konstancji i Padwie. W latach 70. doktoryzował się, a w 1986 uzyskał habilitację z zakresu filologii klasycznej. Od 1976 zatrudniony na macierzystej uczelni, od 1997 na stanowisku profesora. Gościnnie wykładał również na uczelniach w Grazu i Monachium. Zajmował różne stanowiska na uniwersytecie, był m.in. dyrektorem instytutu językoznawstwa i literatury (2000–2007). W 2007 wybrany na rektora Universität Innsbruck, funkcję tę pełnił do 2011.
Od 1992 do 2007 był radnym gminy Telfes im Stubai. Początkowo reprezentował Zielonych, bez powodzenia ubiegał się o pierwsze miejsce na liście tej partii w eurowyborach w 1996. Później reprezentował lokalny komitet wyborczy.
W kwietniu 2011 ustąpił ze stanowiska rektora, obejmując z rekomendacji Austriackiej Partii Ludowej (ÖVP) urząd ministra nauki i badań naukowych i pierwszym rządzie Wernera Faymanna. Sprawował go do grudnia 2013. W wyborach w tym samym roku z ramienia ludowców uzyskał mandat posła do Rady Narodowej XXV kadencji. W 2015 został prezesem towarzystwa naukowego Österreichische Forschungsgemeinschaft.
Odznaczony Wielką Złotą Odznaką Honorową za Zasługi dla Republiki Austrii (2009).